# Кварацхелия, Нуца Феодоровна
Нуца Феодоровна Кварацхелия (1914, село Ингири, Зугдидский уезд, Кутаисская губерния, Российская империя — неизвестно, село Ингири, Зугдидский район, Грузинская ССР) — колхозница колхоза «Ингири» Зугдидского района, Грузинская ССР. Удостоена звания Героя Социалистического Труда в 1951 году и лишена в 1953 году.

## Биография
Родилась в 1914 году в крестьянской семье в селе Ингири Зугдидского уезда. С раннего возраста трудилась в сельском хозяйстве. С середины 1930-х годов трудилась на чайной плантации колхоза «Ингири» Зугдидского района.
В 1950 году согласно представленным документам собрала 6305 килограмм зелёного чайного листа на участке площадью 0,5 гектара. Указом Президиума Верховного Совета СССР от 1 сентября 1951 года удостоена звания Героя Социалистического Труда за «получение в 1950 году высоких урожаев сортового зелёного чайного листа и винограда» с вручением ордена Ленина и золотой медали «Серп и Молот» (№ 6191).
Этим же указом званием Героя Социалистического Труда были награждены председатель колхоза Иродий Георгиевич Чургулия, колхозницы Чака Васильевна Одишария и Луна Мелитоновна Сарсания.
В последующем в колхозе была произведена государственная проверка, во время которой выяснилось, что Нуца Кварацхелия сдала указанные 6305 килограмм чайного листа не с 0,5 закреплённых за нею гектаров, а с 0,9 гектаров. 24 февраля 1953 года Постановлением Президиума Верховного Совета СССР был отменён указ о награждении Нуцы Кварацхелия званием Героя Социалистического Труда в связи с необоснованностью представления к награде. Этим же Постановлением звания Героя Социалистического Труда с подобной формулировкой были лишены колхозницы Чака Васильевна Одишария и Луна Мелитоновна Сарсания.
После выхода на пенсию проживала в родном селе Ингири. Дата смерти не установлена.